# Chimenea de la central térmica de La Misericordia
La chimenea de la fábrica de electricidad o de la Central Térmica de La Misericordia en Málaga (España) se construyó entre 1957 y 1960 dentro de un programa gubernamental de centrales emplazadas en el litoral encomendado al Instituto Nacional de Industria, que levantó coetáneamente las ya desaparecidas de Almería y Cádiz. La entrada en funcionamiento de la de Málaga debe ponerse en relación con el fenómeno socioeconómico del despegue turístico de la Costa del Sol.
La Central Térmica malagueña se construyó sobre el proyecto de los ingenieros industriales E. Sánchez Conde y J. L.Cofre pertenecientes a la empresa Auxini.
Del hecho histórico que fue el desarrollo industrial de Málaga, persisten escasas construcciones entre las que se encuentran una serie de chimeneas existentes a lo largo del litoral occidental. Dicho conjunto de chimeneas, por sus características formales y dimensiones han contribuido a crear un paisaje característico de la ciudad que se percibe especialmente desde el mar y la bahía.

## Descripción
La chimenea se compone de basa y fuste que alcanzan los 65,10 metros de altura, siendo el diámetro de 6,30 metros en la parte inferior y 4,75 en la coronación.
Los 3 metros primeros corresponden a la base, hecha de hormigón armado, de 68 centímetros de espesor, y donde se hallan dos puertas para la limpieza de cenizas.
La construcción es de bloques de hormigón, trabándose con armadura longitudinal interior y relleno de hormigón en los huecos. El interior se reviste con una capa de ladrillos refractarios.
Como elementos adicionales cuenta la chimenea con una escalera exterior metálica que permite el acceso hasta la parte superior donde se dispone una plataforma circular. Otra plataforma, también metálica pero de menor tamaño, se encuentra en la parte intermedia.
La entrada de humos se localiza a una altura aproximada de 15 metros, contando en la parte inferior con un registro de mantenimiento.
Antiguamente se distinguía en ella una pintada vandálica en letras blancas verticales con la consigna "No a la guerra", que fueron eliminadas durante la segunda mitad de 2012 en el proceso de restauración de la chimenea.